# رومي بير
رومي بير (بالألمانية: Romy Beer)‏ (و. 1981  م) هي متسابقة بياثل، وضابطة شرطة ألمانية، ولدت في دونا.

## روابط خارجية
- رومي بير على موقع IBU (الإنجليزية)